# 希羅基亞爾 (佐洛喬夫區)
50°20′57″N 35°50′44″E / 50.34917°N 35.84556°E
希羅基-亞爾（烏克蘭語：Широкий Яр）是位於烏克蘭東部的村莊，由哈爾科夫州博霍杜希夫區的佐洛奇夫市鎮負責管轄。該村始建於1700年，面積0.21平方公里，海拔高度178米，2001年人口21，人口密度每平方公里0.21人。